# Федоскинская улица
Федо́скинская у́лица — небольшая улица на северо-востоке Москвы в Ярославском районе Северо-Восточного административного округа между Ярославским шоссе и Хибинским проездом.

## История
В составе бывшего города Бабушкин называлась Комсомольская улица. После включения в черту Москвы в целях устранения одноимённости улица в 1964 года получила название по селу Федоскино Мытищинского района Московской области, знаменитой своим промыслом русской художественной миниатюры на лаковых изделиях.
В 1906 году на углу Церковного проезда и безымянного проезда справа от железнодорожного полотна (ныне Федоскинской улицы и Хибинского проезда, соответственно) было построено «Убежище для женщин медицинского звания», единственное в России. Общество для устройства убежища было основано в 1899 году Раисы Знаменской.

## Расположение
Федоскинская улица начинается слева от Ярославского шоссе, пересекает Палехскую улицу и Хибинский проезд и оканчивается у железной дороги около железнодорожного узла станции Лосиноостровская напротив Минусинской улицы.

## Учреждения и организации
- Дом 3а — детский сад № 962;
- Дом 4 — школа № 1374.